# إدغار غونزاليس
إدغار غونزاليس (بالإسبانية: Edgar González)‏ (3 يوليو 1980 المكسيك - ) هو لاعب كرة قدم مكسيكي يلعب كمهاجم.

## روابط خارجية
- إدغار غونزاليس على موقع قاعدة بيانات كرة القدم.إي يو (الإنجليزية)
- إدغار غونزاليس على موقع Soccerway.com (الإنجليزية)